# Johann Georg von Königsfeld
Johann Georg von Königsfeld (Zaitzkofen, 1º novembre 1679 – Monaco di Baviera, 16 novembre 1750) è stato un politico austriaco.
Fu vice cancelliere del Sacro Romano Impero.

## Biografia
Von Königsfeld proveniva da una delle famiglie più nobili ed illustri della vecchia Baviera. Suo nonno, infatti, grazie ai buoni servigi tributati all'imperatore Leopoldo I, aveva risollevato le finanze della famiglia ed aveva acquisito poderi e vasti appezzamenti terrieri che alla sua morte, nel 1694, aveva lasciato in amministrazione al nipote.
Studiò in gioventù presso il liceo dei gesuiti a Ratisbona e si iscrisse poi all'Università di Salisburgo ma senza terminare gli studi.
Guadagnatasi la fiducia del principe-elettore di Baviera, dal 1717 e sino al 1732 fu l'inviato politico dell'elettorato al Reichstag di Ratisbona. Nel 1729 a Soissons accettò per conto della Baviera le garanzie della Prammatica sanzione. Nello stesso anno divenne cavaliere dell'Ordine nazionale di San Giorgio. Continuarono ad essergli affidate importanti missioni diplomatiche, ma non gli riuscì mai di prevalere sui vecchi ministri che riuscì ad inimicarsi. Per le sue spiccate simpatie filo-imperiali, venne sospeso dal 1732 al 1735 e relegato al ruolo di vice-governatore della città di Amberg.
Dopo la morte dell'imperatore Carlo VI, nel 1740 visitò Magonza e Treviri nel tentativo di promuovere l'elettore Carlo Alberto di Baviera per la possibile successione al trono imperiale e questi lo nominò Consigliere della Corona. Quando Carlo VII alla fine venne eletto, il nuovo sovrano lo nominò al posto di Johann Adolf von Metsch nell'incarico di vice cancelliere del Sacro Romano Impero. Con questa carica il 12 febbraio 1742, all'incoronazione di Carlo VII quale nuovo imperatore, ebbe il privilegio di porgergli la spada di Carlo Magno.
Nonostante la sua nomina a vice cancelliere, questa ancora non era entrata ufficialmente in vigore dal momento che Rudolph Joseph von Colloredo-Waldsee, il vicecancelliere nominato da Maria Teresa d'Austria che sull'altro fronte si riteneva la legittima erede di Carlo VI, continuava a vantare delle proprie pretese. Per le necessità della Guerra di Successione austriaca, quando Königsfeld offrì al Colloredo 100 000 fiorini d'oro per recedere dal proprio incarico di vicecancelliere, questi venne costretto dal governo austriaco ad accettare.
Quando Carlo VII morì improvvisamente dopo soli cinque anni di regno e Francesco I di Lorena, marito di Maria Teresa, riuscì a succedergli al trono imperiale, Königsfeld perse immediatamente la sua carica di vicecancelliere ed il Colloredo venne rinominato al suo posto.
Seguirono anni bui nei quali il Königsfeld dovette fare i conti con il proprio debito da saldare: per sborsare la favolosa cifra di 100 000 fiorini da offrire al Colloredo, infatti, aveva contratto un debito col banchiere ebreo Mosé Levi e fu quasi sul punto di vendere lo splendido castello di Alteglofsheim che aveva ristrutturato negli anni e che aveva magnificamente arredato al suo interno.